# Mary Poppins (film)
Mary Poppins este un film fantastic muzical american din 1964 regizat de Robert Stevenson și produs de Walt Disney, cu cântece de Sherman Brothers. Scenariul este scris de Bill Walsh și Don DaGradi, fiind bazat vag pe seria de cărți pentru copii Mary Poppins de P. L. Travers. În rolurile principale sunt Julie Andrews, Dick Van Dyke, David Tomlinson și Glynis Johns. Filmul a fost realizat la studiourile Walt Disney din Burbank, California.
Julie Andrews a câștigat Premiul Oscar pentru cea mai bună actriță pentru interpretarea sa actoricească ca Mary Poppins. Filmul a mai câștigat Premiul Oscar pentru cel mai bun montaj, Premiul Oscar pentru cea mai bună melodie originală (pentru "Chim Chim Cher-ee"), Premiul Oscar pentru cea mai bună coloană sonoră și Premiul Oscar pentru cele mai bune efecte vizuale. A avut în total 13 nominalizări la Oscar, un record neegalat de niciun alt film lansat de către Walt Disney Studios.